# Kawasaki Ki-78
Il Kawasaki Ki-78, precedentemente indicato come KEN III (研 三?) o Kenzo (研三?, Kenzō), fu un aereo sperimentale, monoposto, monomotore e monoplano ad ala bassa, sviluppato dall'Istituto di ricerca aeronautica dell'Università Imperiale di Tokyo in collaborazione con l'azienda aeronautica giapponese Kawasaki Kōkūki Kogyo KK, divisione aeronautica della Kawasaki Heavy Industries.
Realizzato per studiare il comportamento di un'ala a profilo laminare sottoposta ad alti valori di carico, ne fu pianificato un utilizzo come aereo da primato per migliorare il record mondiale di velocità, mai tentato a causa dell'inizio della seconda guerra mondiale.
Preso in carico dal Dai-Nippon Teikoku Rikugun, l'esercito dell'Impero giapponese, il quale gli assegnò la designazione ufficiale Ki-78, il progetto venne concretizzato in un solo esemplare che, profondamente modificato nella sua cellula, continuò ad essere utilizzato per sperimentare varie soluzioni tecniche fino al gennaio 1944.

## Storia del progetto
All'inizio del 1938 l'Istituto di ricerca aeronautica dell'Università Imperiale di Tokyo varò un programma di studi atto ad approfondire il comportamento di un particolare tipo di profilo alare, detto laminare, in grado indipendentemente dallo spessore di mantenere un flusso non turbolento su una parte rilevante della propria corda, applicato ad un velivolo ad alte prestazioni. A tale scopo venne elaborato un progetto, indicato come KEN III (Kensan III o Ricerca III), relativo ad un compatto velivolo di costruzione interamente metallica, monoposto e monoplano, dalla fusoliera dalla sezione il più possibile ridotta. Secondo le specifiche del progetto le elevate velocità potevano essere ottenute equipaggiando il velivolo con un motore 12 cilindri a V rovesciata raffreddato a liquido, un Daimler-Benz DB 601A costruito localmente su licenza, alimentato con un carburante abbinato ad un dispositivo di iniezione che introduceva una miscela di metanolo e acqua, che consentiva di ottenere dei picchi di potenza per breve periodo fino a 1 550 hp (1 160 kW). Date le notevoli potenze espresse e il conseguente riscaldamento dell'unità motrice, al normale impianto di raffreddamento basato su radiatori, che per ridurre al minimo la superficie frontale erano stati inseriti all'interno della fusoliera, dietro alla cabina di pilotaggio, il flusso d'aria che dinamicamente entrava da due prese d'aria laterali era integrato da quello generato da una ventola messa in movimento da una turbina da 60 hp (45 kW).
La prima fase di sviluppo proseguì piuttosto lentamente e si concretizzò in un mockup che non fu completato prima del maggio 1941. Per la costruzione del modello destinato alle prove in volo venne contattata la Kawasaki alla quale venne chiesto di realizzarne due prototipi.
Con l'entrata nel conflitto del Giappone nella seconda guerra mondiale, l'intero sviluppo del progetto venne preso in carico dall'Esercito imperiale giapponese, il quale gli assegnò, secondo la convenzione "breve", la designazione Ki-78. L'Esercito imperiale rinnovò la richiesta per la fornitura di due prototipi da avviare a prove di valutazione, la cui costruzione iniziò nel settembre 1941. Il primo dei due esemplari venne completato più di un anno dopo e portato in volo per la prima volta il 26 dicembre 1942. Le prove che si susseguirono sull'unico esemplare completato rivelarono che i margini di sviluppo erano minimi e che per migliorare caratteristiche di volo e prestazioni sarebbe stato necessario intervenire profondamente sulla cellula, di conseguenza, in data 11 gennaio 1944, il progetto venne ufficialmente sospeso dopo il 32º volo. Il secondo Ki-78 non fu mai completato.

## Utilizzatori
Giappone
- Dai-Nippon Teikoku Rikugun Kōkū Hombu